# Kim Kính Đạo
Kim Kính Đạo (sinh ngày 18 tháng 11 năm 1992) là một cầu thủ bóng đá người Trung Quốc gốc Triều Tiên hiện đang thi đấu cho Sơn Đông Thái Sơn tại Chinese Super League.

## Sự nghiệp câu lạc bộ
Kim Kính Đạo bắt đầu sự nghiệp bóng đá trong màu áo Diên Biên FC năm 2010. Anh ra mắt câu lạc bộ ngày 17 tháng 4 năm 2010 trong chiến thắng 1-0 trước Quảng Đông Nhật Chi Tuyền. Anh ghi bàn thắng đầu tiên cho câu lạc bộ ngày 15 tháng 5 năm 2010 trong chiến thắng 2-1 trước Phố Đông Trung Bang. Tháng 1 năm 2012, anh chuyển đến đội bóng China League One Thẩm Dương Thẩm Bắc với mức phí 2,3 triệu yên.
Ngày 27 tháng 2 năm 2013, Kim Kính Đạo chuyển đến đội bóng Chinese Super League Sơn Đông Lỗ Năng. Anh ra mắt câu lạc bộ ngày 16 tháng 3 năm 2013 trong chiến thắng 2-0 trước Trường Xuân Á Thái. Anh đã có 18 lần ra sân trong mùa giải đầu tiên cho Sơn Đông và giành được giải thưởng Cầu thủ trẻ xuất sắc nhất năm của Hiệp hội bóng đá Trung Quốc. Ngày 8 tháng 9 năm 2016, anh đã bị Liên đoàn bóng đá châu Á treo giò tạm thời trong 60 ngày sau khi xét nghiệm dương tính với chất cấm Clenbuterol trong một trận đấu AFC Champions League 2016 với FC Seoul. Ngày 4 tháng 11 năm 2016, anh nhận được lệnh cấm cuối cùng là tám tháng, được giảm xuống còn ba tháng cho đến ngày 8 tháng 12 năm 2016. Ngày 9 tháng 7 năm 2017, anh ghi bàn thắng đầu tiên tại Super League trong chiến thắng 2-0 trước Thiên Tân Thái Đạt.

## Sự nghiệp quốc tế
Tháng 6 năm 2009, Kim Kính Đạo được gọi vào đội tuyển U-20 Trung Quốc và được huấn luyện viên Túc Mậu Trăn khi đó bổ nhiệm làm đội trưởng. Anh cũng đã thi đấu một số trận ở Giải vô địch bóng đá U-19 châu Á 2010. Anh có trận ra mắt đội tuyển quốc gia Trung Quốc ngày 26 tháng 3 năm 2011 trong trận hòa 2-2 trước Costa Rica.

## Thống kê sự nghiệp

### Thống kê câu lạc bộ
Tính đến 31 tháng 12 năm 2020.
| Câu lạc bộ          | Mùa giải  | Giải đấu             | Giải đấu | Giải đấu  | Cúp Quốc gia | Cúp Quốc gia | Châu lục | Châu lục  | Khác    | Khác      | Tổng cộng | Tổng cộng |
| Câu lạc bộ          | Mùa giải  | Hạng đấu             | Số trận  | Bàn thắng | Số trận      | Bàn thắng    | Số trận  | Bàn thắng | Số trận | Bàn thắng | Số trận   | Bàn thắng |
| ------------------- | --------- | -------------------- | -------- | --------- | ------------ | ------------ | -------- | --------- | ------- | --------- | --------- | --------- |
| Diên Biên FC        | 2010      | China League One     | 14       | 1         | -            | -            | -        | -         | -       | -         | 14        | 1         |
| Diên Biên FC        | 2011      | China League One     | 23       | 2         | 4            | 0            | -        | -         | -       | -         | 27        | 2         |
| Diên Biên FC        | Tổng cộng | Tổng cộng            | 37       | 3         | 4            | 0            | 0        | 0         | 0       | 0         | 41        | 3         |
| Thẩm Dương Thẩm Bắc | 2012      | China League One     | 24       | 0         | 1            | 0            | -        | -         | -       | -         | 25        | 0         |
| Sơn Đông Lỗ Năng    | 2013      | Chinese Super League | 18       | 0         | 1            | 0            | -        | -         | -       | -         | 19        | 0         |
| Sơn Đông Lỗ Năng    | 2014      | Chinese Super League | 17       | 0         | 2            | 0            | 5        | 0         | -       | -         | 24        | 0         |
| Sơn Đông Lỗ Năng    | 2015      | Chinese Super League | 15       | 0         | 4            | 1            | 0        | 0         | 0       | 0         | 19        | 1         |
| Sơn Đông Lỗ Năng    | 2016      | Chinese Super League | 9        | 0         | 1            | 0            | 3        | 0         | -       | -         | 13        | 0         |
| Sơn Đông Lỗ Năng    | 2017      | Chinese Super League | 24       | 3         | 3            | 0            | -        | -         | -       | -         | 27        | 3         |
| Sơn Đông Lỗ Năng    | 2018      | Chinese Super League | 29       | 6         | 8            | 2            | -        | -         | -       | -         | 37        | 8         |
| Sơn Đông Lỗ Năng    | 2019      | Chinese Super League | 15       | 0         | 4            | 1            | 8        | 0         | -       | -         | 27        | 1         |
| Sơn Đông Lỗ Năng    | 2020      | Chinese Super League | 15       | 2         | 1            | 0            | -        | -         | -       | -         | 16        | 2         |
| Sơn Đông Lỗ Năng    | Tổng cộng | Tổng cộng            | 142      | 11        | 24           | 4            | 16       | 0         | 0       | 0         | 182       | 15        |
| Tổng cộng           | Tổng cộng | Tổng cộng            | 203      | 14        | 29           | 4            | 16       | 0         | 0       | 0         | 248       | 18        |

1. ↑  Số lần ra sân ở Chinese FA Super Cup

### Thống kê quốc tế
| Đội tuyển quốc gia | Đội tuyển quốc gia | Đội tuyển quốc gia |
| Năm                | Số trận            | Bàn thắng          |
| ------------------ | ------------------ | ------------------ |
| 2011               | 1                  | 0                  |
| 2012               | 0                  | 0                  |
| 2013               | 1                  | 0                  |
| 2014               | 0                  | 0                  |
| 2015               | 0                  | 0                  |
| 2016               | 0                  | 0                  |
| 2017               | 0                  | 0                  |
| 2018               | 5                  | 0                  |
| 2019               | 4                  | 0                  |
| 2020               | 0                  | 0                  |
| 2021               | 6                  | 1                  |
| 2022               | 1                  | 0                  |
| Tổng cộng          | 18                 | 1                  |

Bàn thắng và kết quả của Trung Quốc được để trước.
| #  | Ngày                | Địa điểm                                    | Đối thủ | Bàn thắng | Kết quả | Giải đấu                 |
| -- | ------------------- | ------------------------------------------- | ------- | --------- | ------- | ------------------------ |
| 1. | 30 tháng 5 năm 2021 | Trung tâm Thể thao Olympic Tô Châu, Tô Châu | Guam    | 2–0       | 7–0     | Vòng loại World Cup 2022 |

## Danh hiệu

### Câu lạc bộ
Sơn Đông Lỗ Năng
- Chinese FA Cup: 2014,[10] 2020[11]
- Chinese FA Super Cup: 2015

### Cá nhân
- Cầu thủ trẻ xuất sắc nhất năm của Hiệp hội bóng đá Trung Quốc: 2013